# Han Koch
Han Koch is een Nederlandse journalist die jarenlang als redacteur werkte bij het dagblad Trouw
Na een opleiding aan de Sociale Academie De Karthuizer in Amsterdam met als specialisatie Personeel en Organisatie werd Koch journalist. Vanaf 1991 tot zijn pensionering werkte hij 31 jaar voor het dagblad Trouw.
Als buitenlandredacteur bij Trouw was Koch gespecialiseerd in ontwikkelingssamenwerking, internationale betrekkingen en monetair beleid.

## Erkenning
In 2015 kreeg Koch de journalistieke prijs De Loep in de categorie 'Opsporend'/Tekstueel voor het onderzoek naar LuxLeaks. Hij kreeg deze Belgisch-Nederlandse prijs voor onderzoeksjournalistieke prijs samen met Lars Bové, Kristof Clerix, Gaby de Groot, Jan Kleinnijenhuis, Karlijn Kuijpers en Martijn Roessingh. Deze journalisten werkten voor De Tijd, MO* en Trouw.
Samen met Lars Bové, Kristof Clerix, Jan Kleinnijenhuis en Martijn Roessingh werd Koch in 2017 onderscheiden met De Loep voor de publicaties over Paradise papers. Het team kreeg de prijs in de categorie 'Opsporende Onderzoeksjournalistiek'.

## Prijzen
- De Loep (2017)
- De Loep (2015)